# 早稲田大学国際教養学部

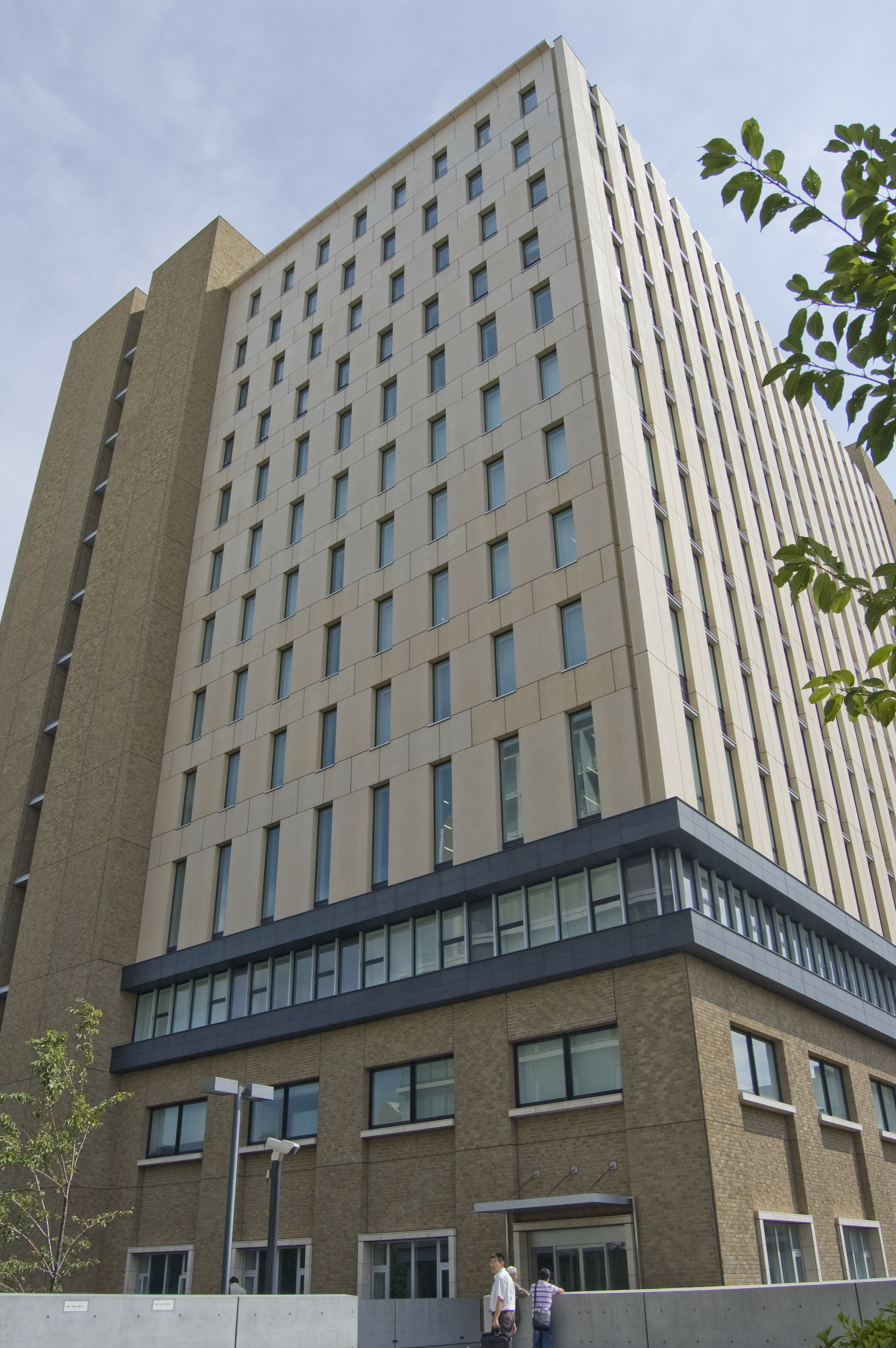
早稲田キャンパス11号館

早稲田大学国際教養学部（わせだだいがくこくさいきょうようがくぶ、英名；School of International Liberal Studies）とは、2004年に設置された早稲田大学の学部である。通称SILS。

## 概要
国際教養学部は世界の様々な国際問題、国際情勢に対処できるように「リベラルアーツ教育」を重視した授業を用意している。また、学部内では英語を共通言語として使用し、全ての授業科目を英語で行う。また、日本語を母国語とする学生は1年間の海外留学を必須としている。また、世界各国から多くの留学生を受け入れ、日本語を母国語とする学生は彼らと同じ教室で同じ授業を受け、そして、世界の諸問題について英語で議論する機会を用意している。そして、日常の学生生活から学生が高い国際感覚を身につけられるようにしている。 
英語教育では、クラス人数が約20人程度の初級クラス、中級クラス、上級クラスを用意し、学生本人の英語能力に合わせて、効率的に英語力が向上できるようにしている。
教員免許については、教職に必要な科目を履修することで、高等学校教諭・一種免許状（英語（教科））、中学校教諭・一種免許状（英語（教科））の資格取得が可能。

## 7つのクラスター（科目群）
国際教養学部は「リベラルアーツ教育」を重視し、7つの科目群の中にさまざまな分野の科目を用意している。
- 生命・環境・物質・情報科学

- 哲学・思想・歴史

- 経済・ビジネス

- 政治・平和・人権・国際関係

- コミュニケーション

- 表現

- 文化・心身・コミュニティ

## 主な教員
- 大門毅
- 平山廉
- 池田清彦
- 勝方恵子
- 森川友義
- 桜井啓子
- 沈雨香
- 竹田青嗣
- 陳天璽
- 豊永郁子
- 内田勝一
- 楊逸
- 楊立明

## 主な卒業生
- 承子女王 – 皇族、高円宮憲仁親王第一女子、全日本アーチェリー連盟名誉総裁
- 李琴峰 (日本語教育研究科修了) – 小説家、群像新人賞、芸術選奨新人賞、芥川賞受賞
- 鈴木唯 - フジテレビアナウンサー
- 竹内紫麻 - フリーアナウンサー
- ティムラズ・レジャバ - ジョージアの外交官、駐日ジョージア大使
- 八田知大 - NHKアナウンサー
- ヒロド歩美 - フリーアナウンサー、元朝日放送アナウンサー
- フランク莉奈 - 女優・歌手
- JYONGRI - シンガーソングライター
- 武川アイ - シンガーソングライター
- 冨田真紀子 – 女子ラグビーフットボール選手、フジテレビ社員
- 瑞原明奈-プロ雀士、最高位戦日本プロ麻雀協会、Mリーグ・U-NEXT Pirates

## 在学生
- ニコル - モデル・タレント
- 山下結穂 - 女優